# 第一代达尔豪斯侯爵詹姆斯·布朗-拉姆齐
第一代达尔豪斯侯爵詹姆斯·安德鲁·布朗-拉姆齐 KT PC（James Andrew Broun-Ramsay, 1st Marquess of Dalhousie；1812年4月22日—1860年12月19日），苏格兰政治家、英属印度官员。他生于贵族家庭，早年曾称为拉姆齐勋爵（Lord Ramsay）和达尔豪斯伯爵（Earl of Dalhousie）。
拉姆齐曾在1848年至1856年间担任印度总督。他的支持者认为他是一个极具远见的出色官员，巩固了东印度公司的统治，为日后的管理体制立下了基石，他明智的政策令他的继任人得以阻挡叛乱的狂澜。他的反对者则认为他是令东印度公司财务、军事状况恶化的魯莽官员，为1857年叛乱埋下了种子，结束了公司转盈为亏的过程。拉姆齐离职后印度成为了英国君主的直辖领地。他因为不但没有察觉到酝酿之中的叛乱，还加剧了事态的严重性，而在逝世前还受到许多英国和印度人士抨擊。

## 早年
拉姆齐的父亲是威灵顿公爵麾下的将领乔治·拉姆齐，第九代达尔豪斯伯爵（George Ramsay, 9th Earl of Dalhousie），曾担任加拿大总督及印度陆军总指挥。而他的母亲则是生于古老氏族家庭的克里斯蒂娜·布朗（Christina Broun）。
拉姆齐的父亲在1815年被册封为联合王国贵族（Peerage of the United Kingdom）达尔豪斯堡的达尔豪斯男爵（Baron of Dalhousie of Dalhousie Castle）。他有两个长兄，不过他们都在年幼时夭折了。拉姆齐身材不高，嘴唇轮廓分明，额头高。
童年时他和父母一起在加拿大渡过了几年。后来拉姆齐回到苏格兰入读哈罗公学。1827年，他在入学两年后离校接受坦普尔牧师（Rev. Temple）教育。
1829年10月，拉姆齐进入牛津大學基督教堂學院深造。他在大学刻苦学习，在一些方面取得成就，也结交了很多终身好友。不过疾病的长期折磨和长兄病逝的噩耗为他带来了不少困扰。不过他最终还是在1833年的米迦勒學期得到了四级荣誉。毕业后，他游历意大利瑞士，丰富了日记的内容，提升了心智。

## 早期政治生涯

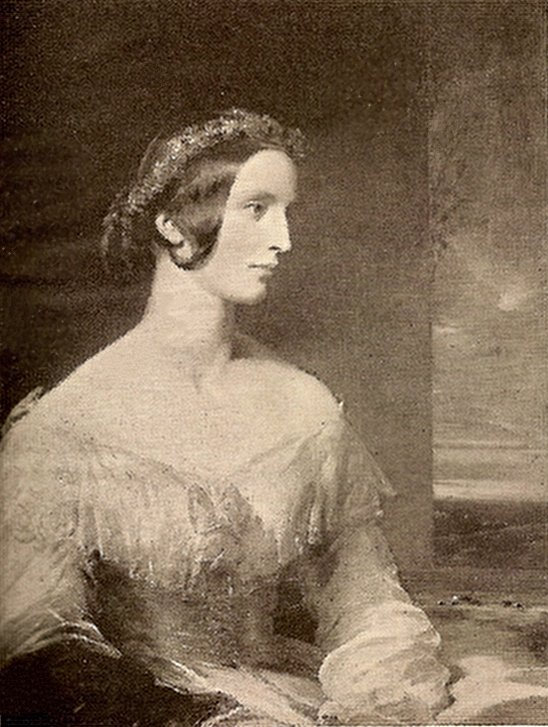
达尔豪斯侯爵夫人苏珊

1835年，野心勃勃的拉姆齐和詹姆斯·阿伯克龙比（James Abercrombie）、约翰·坎贝尔（John Campbell）展开竞赛争夺爱丁堡（Edinburgh）议席，虽然这一次没有成功，但是他在两年后成功取得了哈丁顿郡（Haddingtonshire）的议席。1836年，他娶了特威代尔勋爵（Lord Tweeddale）的长女苏珊·海女爵（Lady Susan Hay）为妻。苏珊在他担任印度总督时给予了他极大的支持，不过她在返回英国前就在当地逝世了。1838年，拉姆齐的父亲在长期患病后逝世，而他的母亲也在不到一年的时间里一同逝世。
继承爵位后，他在1840年6月16日发表演说支持阿伯丁勋爵的苏格兰国教会聖職俸祿草案（Church of Scotland Benefices Bill），受到了一些注意。1843年5月，拉姆齐加入枢密院贸易委员会（Board of Trade）在威廉·格莱斯顿之下出任副主席。1845年，他在接替格莱斯顿成为主席之后，不顾健康用尽全力解决铁路狂热（Railway Mania）所引起的问题。当托利党因谷物法问题分裂时，拉姆齐加入了罗伯特·皮尔爵士一派，在约翰·罗素勋爵组阁失败后留任贸易委员会主席，而且在斯坦利勋爵离职后加入内阁。1846年6月，皮尔辞职，接替他的罗素邀请他加入新内阁，不过他为了保住声誉拒绝了职位。拉姆齐也拒绝了铁路委员会主席（President of the Railway Board）一职。不过，他在1847年同意接替哈丁勋爵（Lord Hardinge）出任印度总督，条件是他在政党政治方面可以独立自主。

## 印度總督

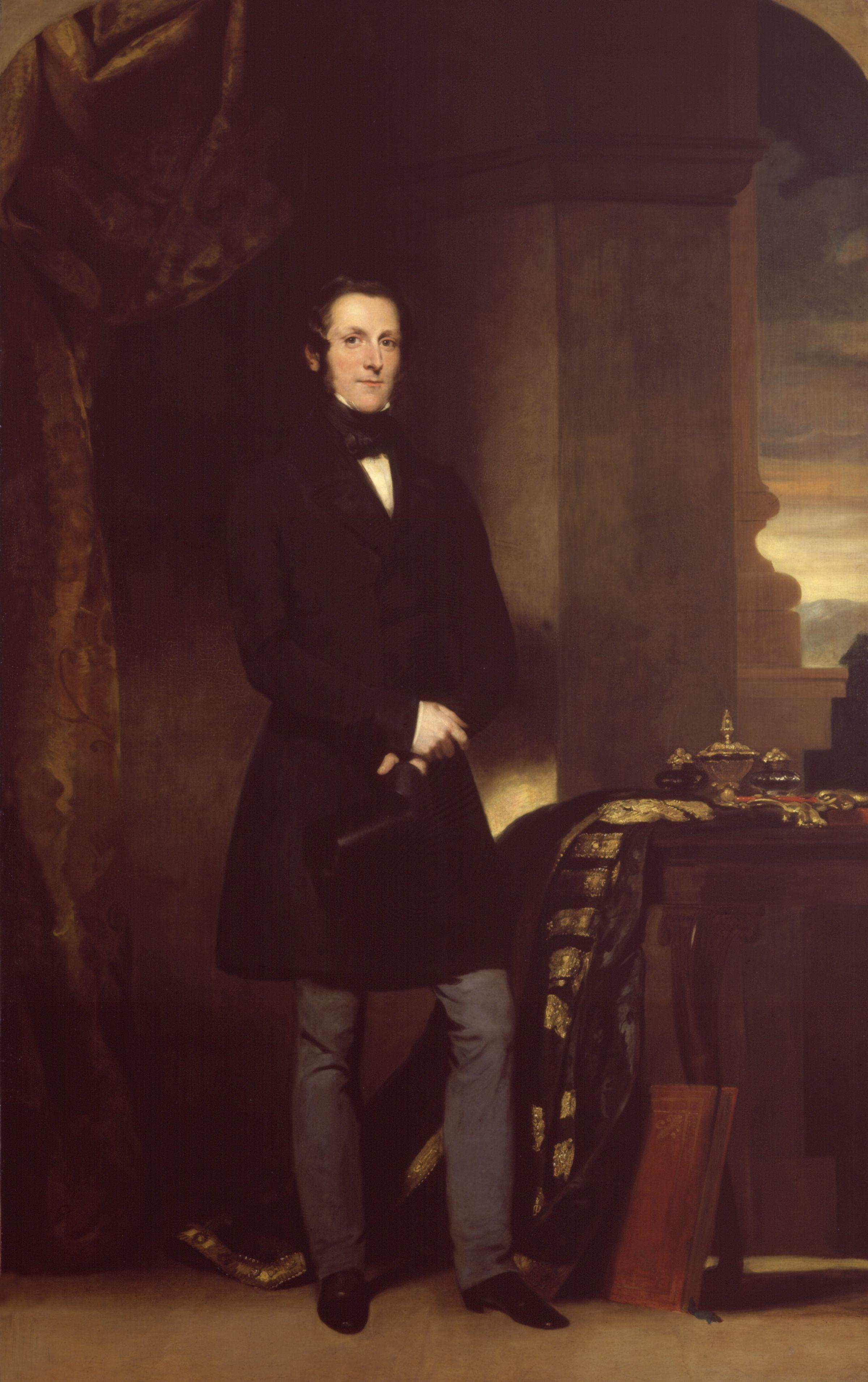
达尔豪斯勋爵像，由约翰·沃森·戈登绘于1847年。

1848年1月12日，拉姆齊就职为印度總督與孟加拉总督（Governor of Bengal）。不久后维多利亚女王按照惯例向他颁发了薊花勳章。擔任總督時他每天辦公十六到十八個小時，非常艱苦。拉姆齊最遲上班是八點半，最早下班是五點半，經常在辦公桌上面進行午膳。他致力於擴張帝國的版圖，經常不顧背痛長途騎馬。
和过往的大部分印度总督不同，拉姆齐自视为东方主义君主，要将英国知识革命引入当地，进行现代化改革。他是一个坚定的效益主义者，企图按照当时流行的邊沁学派思想改善印度社会。不过，他是进行威权主义统治的，因为他相信只有这样才能加快物质发展、推动印度进步。他出于好意推行的政策 - 尤其是无嗣失权（Doctrine of lapse）政策，令印度社会各界对英国统治的不满加剧，最终在他离任后发动了印军哗变。
1849年，达尔豪斯指挥军队攻占了旁遮普。1852年，他又发动第二次英緬戰爭，兼并了缅甸的部分领土。在达尔豪斯时期开始实行的無嗣失權政策规定没有男性继承人的土邦将由东印度公司吞并。奥德土邦被公司吞并后，那一带的人都极其反感他。达尔豪斯的无情举动令军中的印度士兵大为不满，最终引发了1857年的印度叛乱。英方称事件为西帕依叛乱 - 西帕依是土著士兵的统称。达尔豪斯勋爵是一个极具才华又强硬有力的官员。他修建铁路和道路，建立邮政和电报系统，为印度现代化和统一作出了贡献。他的成就是建立了一个现代、中央集权的国家。
上任后不久他写信向管理委员会主席（President of the Board of Control）约翰·霍布豪斯爵士（Sir John Hobhouse）保证一切平安无事。不过，在信件抵达英国之前，事态就已经出现了变化。

### 第二次英国锡克战争
1848年4月19日，负责接管德萬·穆拉傑（Dewan Mulraj）辖地木爾坦的公务员万斯·阿格纽（Vans Agnew）和军官威廉·安德森（William Anderson）为人杀害。 众多锡克士兵和萨达尔（Sardar）军官旋即参与了公开叛乱。达尔豪斯和总指挥臥烏古爵士都认为公司的部队准备不足，不能立即开赴战场。达尔豪斯随后决定征服整个旁遮普 - 而不是仅仅夺取木耳坦，以报复锡克人。他毅然决定将发起进攻的时间押后到11月，以组织一支强而有力的军队。得到叛乱不断扩散的消息后，达尔豪斯宣布：“锡克在毫无预先警告的情况下发动了战争；各位先生，我发誓会奉陪到底并且报复他们。”虽然赫伯特·埃德华兹（Herbert Edwardes）和臥烏古都取得了多次胜利，但是锡克人仍在木尔坦负隅抵抗，迫使殖民政府用尽资源进行战争。1849年1月22日，惠什将军（General Whish）终于攻占了木耳坦。他随后在古吉拉特和臥烏古汇合，并在当地和后者一起取得了完全胜利。古吉拉特战役（Battle of Gujrat）结束之后，锡克军队在拉瓦尔品第投降。战后虽然有部分锡克和穆斯林势力企图利用宗教矛盾和反英情绪制造分化，但是达尔豪斯的下属设法确保了部队的忠诚。达尔豪斯得到了议会的感谢动议，并且获晋为侯爵。
战争结束后，没有收到明确指令的达尔豪斯兼并了孟加拉。因为他认为英国管治体系优于陈旧的印度统治系统，所以他企图瓦解地方统治，以实现威廉·本廷克勋爵英国化印度的目标。不过，这一做法很快令当地为一群“鲁莽、怪异的福音派先锋”所统治。达尔豪斯为了减少官民冲突，裁撤了一批人员，建立了一个更为合理的制度，将孟加拉系统地分为专区（Division）和縣（District）。包括总督在内的三人透过王公（Maharaja）间接进行管治是这个制度的特色。亨利（Henry）和约翰·劳伦斯（John Lawrence）的孟加拉管理体系（Punjab School）官员起初获得了成功，这大概是因为他们在坚持某些英国观念 - 如反对寡妇殉葬、杀婴、活埋麻风病人等等习俗的同时尊重当地文化。然而，随着司法系统的日益膨胀，地方统治逐渐变得专横暴虐。很多接受“更为合理”管治的印度人都希望回到过去。

### 第二次英缅战争
帝国再度通过战争扩张了版图。根据1826年的杨达波条约（Treaty of Yandaboo），阿瓦的朝廷必须保护缅甸水域的英国船只。但是仰光总督还是和英国航运利益发生了冲突。
事件的面目因为地方官员选择向军方而不是公司或者是上级汇报情况而变得模糊。议会得到了失实讯息后，又进一步“掩饰”了真相。世人通过比较阅读官方文件和理查德·科布登（Richard Cobden）的小册子《印度是怎样爆发战争的》（How Wars are Got Up In India）才了解到事情的真相。《印度是怎样爆发战争的》是当时唯一一件透露决策者身份的作品。
达尔豪斯引用韦尔斯利勋爵（Lord Wellesley）为自己辩护：英国旗帜在恒河河口受到侮辱，就等于在泰晤士河河口受到侮辱。为了解决问题，缅甸政府撤换了仰光总督，但是英国人并没有因此而满足。由总督派遣到当地的海军准将乔治·兰伯特（George Lambert）故意挑起事端引发了战争。
缅甸作出的抵抗非常微弱。1852年4月5日，英军攻占了马达班（Martaban），随后仰光和勃生也迅速失守。因为阿瓦朝廷不愿交出半个国家的领土求和，所以英军在10月展开了第二次攻势。英国人在夺取了卑谬（Prome）和勃固之后于1853年12月20日宣布兼并勃固省。达尔豪斯至此已经满足，因为缅甸与外界的商业、政治联系已经为他切断。部分人称达尔豪斯通过扩张将东印度公司的领土连成一片，但实际上若開邦、德林達依省和新兼并的领土还是依靠海路交通和外界维持联系。
为了舒缓当地局势，达尔豪斯不但任命陆军上校亚瑟·费尔（Arthur Phayre）为首席专员（Chief Commissioner）掌管当地政务、亲自到当地视察，还着手建立缅甸的电报和通讯系统。缅甸的语言文化和印度大相径庭，不可能采用印度的管理制度。新兼并的领土不但没有为公司带来显著的收益，还加重了公司的财政负担。早在19世纪30年代，就有人提出过抛弃缅甸领土。达尔豪斯在60年代还扩张这片没有经济收益的领土的原因一直不为人知。
领土扩张的其中一个结果是西帕依被迫在国外服役。旅行是印度教徒的禁忌，所以西帕依对公司的安排非常不满。数个西帕依团最终因此在旁遮普发动了叛乱。英国人有意冒犯印度教和伊斯兰教徒的谣言最终造成了毁灭性的后果。

### 改革政策

#### 無嗣失權政策
达尔豪斯最具争议性的改革是开始推行無嗣失權政策。根据这一政策，东印度公司会采取一切合法途径兼并“不胜任”王公和没有直接男性後嗣逝世王公的土邦。他之所以推行这一政策，是因为他深信整个印度都需要接受英国管治。本土当局批准了公司在1849年兼并薩塔拉、杰伊德布尔（Jaitpur）和薩姆巴爾普爾，在1853年兼并占西和那格浦爾。不过伦敦官员没有批准公司兼并卡勞利，而巴加特（Baghat）和烏代浦也在接受兼并之后恢复了原先的体制。反对达尔豪斯的人认为这些新领土令公司陷入财政困境。

#### 发展基础设施
达尔豪斯在东印度公司自己的领土内推行了目标相同的政策。1854年5月，一直由总督直接管理的孟加拉管辖区有了自己的副总督（Lieutenant-Governor）。他上任后解散了军事委员会、按照资历选择了高级指挥官、设立了专门管理军服的部门、重建了医疗架构、建立了各管辖区的工务局、开办了工程学院，还建立了全印度的电报系统。达尔豪斯精心制定了铁路的路线和管理方法，令第一条铁路在1855年开通成功。他鼓励私人企业在印度兴建铁路造福人民、避免基础建设完全由政府进行。不过，达尔豪斯保留了政府在一段时间后国有化铁路的权利。
恒河运河（Ganges Canal）也在达尔豪斯时期完成。虽然旁遮普和缅甸的战争耗资巨大，但是新建成的铁制道路和桥梁仍然任人通行。运河不但本身就长达350英里，而且有上千英里的支流，对依赖农业的印度而言是极其有用而且庞大的灌溉系统。虽然运河改变了部分农地的含盐量，但是在总体上改善了周边地区居民的生活水平。进行西方化和巩固统治基础是达尔豪斯政策重点。他在多次会议中建议加强公司的公司力量应对威胁。不过，本土政府出于经费问题搁置了达尔豪斯的计划。他对军务的控制非常严格，即使是一些细枝末节的事情，他也过问。有一次，查尔斯·内皮尔爵士（Sir Charles Napier）未向总部请示就擅自向西帕依发放津贴，令达尔豪斯大为愤怒，对他作出了猛烈的批评，迫使他自行辞职。
达尔豪斯的改革并不局限于工务和军务。他建立了全印度的电报系统，减少了信件的数量，并且引入了西方的邮票。达尔豪斯建立了教育部，改善了警察的稽查程序，禁止了在犯人身上烙印。他保留了改宗者的公民权，改变了政府报告的制度，还扩大了印度立法局（Legislative Council of India）的规模。他鼓励饮茶的文化，保护森林，保留古迹，显示出对英国经济利益的重视。达尔豪斯关闭了无用的加尔各答学院，开办了以西方制度教育学生的新学校，并且规定学生要到不同部门接受测验。他同样关心西方士兵的福祉，为他们提供了健康的消遣活动和优美的花园。

#### 公务员系统改革
他修改了有关离职和退休的规定，并且通过严厉惩罚破产者、以身作则压制官员经商的风气。达尔豪斯批阅的文件数量超过了前后的所有总督。离职后，他在返国途中也抱病撰写了审视自己管治时期的文章。达尔豪斯另一个目标改革土地制度。他在任内不但除去了很多地主，还致力于结束“寄生在土地上的懒虫” - 地税包收人（Zamindar）的统治。不过，很多亲自下田耕种、只出租一小部分土地的农民也因为他的政策而被除去。很多西帕依都来自这一阶层，所以这一政策是造成叛乱的原因之一。他建立了招收公务员的公开竞争制度，减少了董事安插亲属的现象。

### 外交政策
他的外交方针是削弱土邦的自主权，并且避免和印度以外的势力发展政治关系。他拒绝介入局势动荡的海得拉巴，并表示只有王公显然损害了臣民或英国盟友的利益才可以作出这种行动。1853年，他与海得拉巴尼扎姆（Nizam of Hyderabad）签署协议，条约规定英军需要在当地驻军巩固尼扎姆的统治，不过，尼扎姆也需要割让拜拉尔（Berar）补偿军费。他告诉查尔斯·伍德爵士（Sir Charles Wood），他们应该尽力保住尼扎姆的王位，同时间控制孟买和那格浦爾之间的领土，以实现巩固统治、建设铁路的计划。他出于同一原因没有干预巴哈瓦爾布爾的内战。
他没有因为多斯特·穆罕默德汗参与了錫克战争而惩罚他，不过，他也坚决拒绝主动与他谈判。达尔豪斯既没有采纳赫伯特·本杰明·爱德华兹（Herbert Benjamin Edwardes）的建议和阿富汗结盟，也没有接受约翰·劳伦斯的意见不和阿富汗接触。他走了中间道路，与穆罕默德汗缔结了一份和平条约。代表英国政府签署条约的亨利·劳伦斯因功获得了巴斯爵级司令勋章（KCB）。达尔豪斯无意改变领土现状，不过他认为英方必须介入俾路支斯坦的事务，所以派遣了雅各少校（Major Jacob）到卡拉特汗国（Khanate of Kalat）缔结条约。1854年5月14日，卡拉特汗和英方代表签署了附庸条约。依照条约，英国人每年会向卡拉特汗提供50,000卢比津贴，不过，卡拉特汗必须因此接受英国人的约束。本土政府对他的做法持有异议，不过因为条约确实有功用，往后的总督都大幅增加了津贴。达尔豪斯坚持将波斯和中亚地区的问题交给伦敦官员解决。征服旁遮普后，他试图加强政府对当地的控制。当地的山民和周边的阿夫里迪人（Afridi）、莫赫曼德人（Mohmand）、黑山部落民（The Black Mountain Tribe）、瓦齐尔人（Wazir）都经常到平原地区施暴，他认为政府不应容忍这些侮辱。虽然他声称他追求的是和平，但是西北边境的战事不但没有停息还持续到英国撤离巴基斯坦为止。
兼并奥都的事宜留到了最后。克里米亚战争期间，伦敦政府延长了他的任期，令他得以在处理完其他复杂问题后处理兼并事宜。1854年，达尔豪斯任命詹姆斯·乌特勒姆（James Outram）为勒克瑙駐紮官（Resident），并要求他调查当地的情况。乌特勒姆在1855年3月呈交了报告，给了英方以当地“混乱、管理不当”为由作出行动的机会。达尔豪斯在研究了1801年的条约之后认为他只要得到当地君主的同意就可以作出任何举动。他要求奥都统治者将治权交给公司，只保留头衔和部分特权，公司每年向他提供一定津贴作报酬。如果当地君主拒绝，达尔豪斯会派人在当地挑起叛乱，然后以平乱为由进占当地。1855年11月21日，董事会指示达尔豪斯兼并奥都。达尔豪斯在接到指引时已经身患重病，临近退休，不过他还是发出来详细的命令，调动了部队，设计了新政府的架构。因为当地君主拒绝签署条约，所以公司在1856年1月13日宣布正式兼并奥都。
在他看来离职前唯一要解决的重要问题就剩下了一个。孟加拉桑塔尔人（Santhal）发动过多次针对地主和债主的叛乱，所以必须要舒缓这些民众的情绪。达尔豪斯通过集权中央、任用桑塔尔地方领袖的方式解决了问题，他建立的制度成功维持了当地的秩序。

## 返回英国
在七年任期结束后，达尔豪斯在1856年3月6日登上航往英国斯皮特黑德（Spithead）的船只护民官号（Tribune）。在5月11日抵达英国后，他似乎非常受欢迎 - 政治家希望他重返政坛；公司决定每年向他提供5,000英镑退休金；女王也为他祷告希望他早日康复。不过，印军哗变令他受到了越来越多的批评。他到马耳他、莫尔文（Malvern）和爱丁堡寻求治疗，不过病情不但没有改善还反而恶化。达尔豪斯在公开场合都避免了发表令政府中的同事尴尬的说话。约翰·劳伦斯是他在病逝前的助手和挚友。1860年12月19日他终于病逝，他生前在遗嘱中要求他的私人日记和信件封存五十年。他葬于当地教区墓园。
他有两名女儿，次女伊迪丝（Edith）在1859年8月9日在达尔豪斯堡嫁給詹姆斯·弗格森爵士，第六代从男爵（Sir James Fergusson, 6th Baronet）。
印度避暑地达尔霍乌西耶就是名从于他。